# 조비오
조비오(본명 : 조철현, 曺喆鉉, 1938년 4월 1일 ~ 2016년 9월 21일)는 대한민국의 천주교 성직자이다. 전라남도 광산군 본량면(현 광주광역시 광산구 본량동)에서 태어나 광주가톨릭대학교를 졸업하고 1969년 사제로 서품되었다. 1980년 5·18 광주 민주화 운동 시기에 광주시민들이 총탄에 쓰러지는 모습을 목격한 뒤 시민수습위원을 자청했고 신군부에 의해 체포돼 김대중과 함께 감옥 생활을 하였다. 이후에도 내란 음모 핵심 동조자로 규정되어 감시받는 생활을 하였지만 시국 미사를 집전하는 등 독재 정권에 정면으로 맞섰다.
조비오 신부는 5.18 민주화 운동 당시 계엄군의 헬기사격을 증언하기도 했다. 이에 대해 전두환은 조비오 신부를 '악마'로 비하하여 사자명예훼손 혐의로 2019년 3월 11일 광주로 압송되어 재판을 받게 되었다. 가족으로는 조카 조영대 신부가 있다.

## 경력
- 1969년 12월 : 사제 수품
- 1994년 8월 ~ 1996년 10월 : 제1대 5·18기념재단 이사장
- ~ 2006년 8월 : 천주교 풍암동성당 주임신부, 광주전남 민주언론운동협의회 의장
- 2006년 : 소화자매원 이사장, 광주전남 우리민족 서로돕기운동 상임대표, 천주교 광주대교구 사회교육원 원장신부, 조선대학교 이사장, 아리랑 국제평화재단 이사장